# Game of Thrones/Staffel 7
Die siebte Staffel von Game of Thrones erstreckt sich über sieben Episoden und wurde ab dem 16. Juli 2017 auf dem Sender Home Box Office (HBO) erstausgestrahlt. Die deutschsprachigen Episoden wurden auf Sky Atlantic ausgestrahlt. Die Staffel basiert auf den von George R. R. Martin angekündigten, aber noch nicht erschienenen Romanen The Winds of Winter und A Dream of Spring der Buchreihe Das Lied von Eis und Feuer.
Die Bestellung der siebten Staffel wurde von HBO bereits am 21. April 2016, drei Tage vor der Premiere der sechsten Staffel, bekanntgegeben. Die Dreharbeiten begannen am 31. August 2016, wobei die Hauptdrehorte Nordirland, Spanien und Island waren.

## Handlung
| Nr. (ges.) | Nr. (St.) | Deutscher Titel               | Originaltitel           | Erstausstrahlung USA | Deutschsprachige Erstausstrahlung (D) | Regie          | Drehbuch                    | Zuschauer (USA) | Länge      |
| --- | --------- | ----------------------------- | ----------------------- | -------------------- | ------------------------------------- | -------------- | --------------------------- | --------------- | ---------- |
| 61 | 1         | Drachenstein                  | Dragonstone             | 16. Juli 2017        | 17. Juli 2017                         | Jeremy Podeswa | David Benioff & D. B. Weiss | 10,11 Mio.      | 57 Minuten |
| Arya verkleidet sich als Walder Frey und lädt seine engste Familie zu einem Festessen ein. Sie lässt ihnen vergifteten Wein einschenken der alle Männer tötet, lässt die Dienerinnen und Walder Freys junge Geliebte aber am Leben. Diese soll jedem erzählen, dass das Haus Stark für die Morde verantwortlich ist (Sagt ihnen, der Norden vergisst nicht. Sagt ihnen, der Winter ist gekommen nach Haus Frey.). Danach reist sie weiter Richtung Königsmund und trifft unterwegs auf eine Gruppe Soldaten der Lennisters, die sie zum Essen am Lagerfeuer einladen. Sie erzählt ihnen, dass sie auf den Weg nach Königsmund ist, um Königin Cersei zu töten, was diese jedoch für einen Scherz halten. Nördlich der Mauer marschiert die Armee der Weißen Wanderer und Untoten – nun sogar mit untoten Riesen – Richtung Süden. Bran und Meera erreichen das Mauertor an der Schwarzen Festung und werden von der Nachtwache eingelassen. Jon Schnee, der neue König des Nordens, hält Hof in Winterfell. Er lässt nach Drachenglas suchen, da es sich als effektiv gegen die Weißen Wanderer erwiesen hat. Auch befiehlt er, dass alle von 10 bis 60 Jahren ein umfassendes Waffentraining erhalten sollen, auch die Mädchen und Frauen, da sie sonst nicht genügend Kräfte gegen die Untoten aufstellen können. Die Wildlinge erklären sich auf Jons Bitten hin bereit, die unbemannte Festung Ostwacht an der See der Nachtwache zu bemannen, um die Untoten dort aufzuhalten. Sansa möchte die Burgen der Umbers und Karstarks – Familien, die für Ramsey Bolton und gegen die Starks kämpften, womit sie ihren Lehnseid brachen – an Loyalisten vergeben. Jon jedoch belässt die alten Stammsitze den jungen Erben der Verräter, Aliys und Harald, die ihm dafür erneut die Treue schwören. Jon und Sansa streiten über das weitere Vorgehen, werden aber durch Maester Wolkan unterbrochen, der ihnen nun als Nachfolger des getöteten Maester Luwin dient. Er überreicht Jon einen Brief von Cersei: Sie fordert ihn auf, ihr entweder die Treue zu schwören oder als Verräter zu sterben. Auch in Königsmund sieht sich Cersei von Verrätern umgeben. Jaime zufolge sind ihr bestenfalls drei der sieben Königslande treu. Die Auslöschung des Hauses Frey und die ausbleibenden Versorgungslieferungen und benötigten Truppen der nun verfeindeten Tyrells wiegen schwer. Jaime drängt sie neue Verbündete zu suchen, woraufhin sie Euron Graufreud in Königsmund empfängt. Er will mit der 1000 Schiffe zählenden Flotte der Eiseninseln Daenerys Flotte angreifen und fordert dafür Cerseis Hand. Cersei lehnt dies ab, sie und Jamie zweifeln zudem offen an seiner Loyalität. Euron verspricht ihr mit einem Geschenk zurückzukommen, um diese unter Beweis zu stellen. In Altsass hat Sam seine Ausbildung zum Maester begonnen, er darf als Novize allerdings nur niedere Arbeiten verrichten. Da ihm der Zutritt zum verbotenen Teil der Bibliothek nicht gewährt wird, stiehlt er den Schlüssel eines schlafenden Maesters und entnimmt Bücher, die beim Kampf gegen die Weißen Wanderer hilfreich sein könnten. Er erfährt, dass die Insel Drachenstein im Wesentlichen aus Drachenglas besteht, was seinerzeit Stannis Baratheon bereits erwähnte. Sam schreibt einen Brief an Jon, um ihm dies mitzuteilen. Tags darauf arbeitet er in der Quarantänestation des Hospiz und trifft dort – ohne es zu wissen – auf Jorah Mormont, dessen Grauschuppenkrankheit sich bereits über seinen ganzen Arm ausgebreitet hat. Er fragt Sam, ob Daenerys mit ihrer Streitmacht bereits in Westeros angelandet sei. Sam verneint. Der Bluthund zieht mit zwei Mitgliedern der Bruderschaft ohne Banner – Thoros von Myr und Beric Dondarion – nach Norden. Sie kommen an einem kleinen herrenlosen Hof an, in dem sie übernachten. Der Bluthund macht sich über den Glauben seiner Reisegefährten lustig und hält alles Übernatürliche für Unsinn. Nachdem ihn der Priester aufgefordert hat in das Kaminfeuer zu blicken, hat er eine Vision und sieht, wie die Armee der Untoten auf eine Festung an der Mauer zumarschiert, die am Meer in der Nähe eines großen pfeilspitzenförmigen Berges liegt. In der Nacht beerdigt der Bluthund reumütig die verstorbenen Bewohner des Hofes, es waren Sally und ihr Vater, welche ihn und Arya seinerzeit aufnahmen und er darauf deren Silber stahl. Ihr Vater schnitt ihr und danach sich selbst die Kehle auf, um nicht einem langen Hungertod zu erliegen. Daenerys Targaryen landet ohne jeden Widerstand mit ihrer Streitmacht sowie Tyrion und Varys auf Drachenstein an, dem verlassenen alten Stammsitz des Hauses Targaryen. Von dort plant sie die weitere Eroberung von Westeros. |           |                               |                         |                      |                                       |                |                             |                 |            |
| 62 | 2         | Sturmtochter                  | Stormborn               | 23. Juli 2017        | 24. Juli 2017                         | Mark Mylod     | Bryan Cogman                | 9,27 Mio.       | 59 Minuten |
| Auf Drachenstein versichert sich Daenerys Targaryen der Loyalität von Lord Varys. Da dieser mehrfach die Seiten gewechselt hat, misstraut sie ihm, doch dieser gibt zu bedenken, dass er für keine blinde Loyalität zur Verfügung stehe; ihm ginge es um das Reich und die Bevölkerung, die endlich besser leben sollte. Daenerys akzeptiert diese Sichtweise, ermahnt ihn aber, sich zukünftig offen ihr gegenüber zu äußern, ansonsten würde sie ihn lebendig verbrennen lassen. Die rote Priesterin Melisandre erscheint auf Drachenstein und berichtet, dass Jon Schnee nun im Norden als König herrscht, die Wildlinge gerettet hat sowie mit ihnen und den Häusern des Nordens die Bedrohung von jenseits der Mauer abwehren will. Tyrion versichert Daenerys, dass Jon verlässlich sei. Tyrion schickt daraufhin einen Brief nach Winterfell: Jon solle nach Drachenstein kommen und die Lehnstreue schwören. Des Weiteren beginnt sie mit den Vorbereitungen der Invasion. Die Truppen der Häuser Tyrell und Martell sollen mit Hilfe der Flotte Asha Graufreuds Königsmund belagern, um Cersei so keinen Vorwand zu geben, die Bevölkerung aufgrund fremder Truppen in den sieben Königslanden aufzustacheln. Gleichzeitig sollen die Unbefleckten bei Casterlystein landen, um die Machtbasis des Hauses Lennister zu brechen. Bevor sie in den Süden aufbricht, warnt Olenna Tyrell noch Daenerys, nicht zu sehr den Ratschlägen anderer zu vertrauen, wie clever diese auch seien, womit sie auf Tyrion hinweist. Sie sei ein Drache und solle als solcher handeln. Bevor Grauer Wurm mit den anderen Unbefleckten nach Casterlystein aufbricht, verabschiedet sich Missandei von ihm, wobei beide miteinander schlafen. In Königsmund ist Cersei Lennister bemüht, einige Vasallen des Hauses Tyrell für sich zu gewinnen. Sie zeichnet Daenerys Targaryen in den düstersten Farben, erzählt von den Kreuzigungen der Adligen in Meereen, warnt vor den drohenden Gewaltakten der „Barbaren“, die sich in ihrem Heer befinden, und erinnert an die Taten des verrückten Königs Aerys. Da sich Haus Tyrell in offener Rebellion befindet, ermahnt sie deren Bannersleute, sich an ihre Schwüre gegenüber der Krone zu halten. Randyll Tarly, Samwells Vater, Vasall der Tyrells und einer der besten Krieger der Königslande, erinnert jedoch daran, dass Daenerys nun über drei ausgewachsene Drachen verfügt, so wie einst Aegon der Eroberer vor 300 Jahren. Jaime ist bemüht, Randyll auf die Seite des Hauses Lennister zu ziehen: Er bietet ihm den Oberbefehl an. Tarly reagiert darauf gereizt und erinnert Jaime an die Ehre seines Hauses, die ihm alles bedeute. Ein Tarly breche nicht seine Eide – oder ermorde Hochzeitsgäste. Jaime wiederum weist auf die Lehnseide gegenüber der Krone hin und bietet Haus Tarly die Nachfolge der Tyrells als Wächter des Südens an. Im Verlies stellt Qyburn Cersei derweil eine Balliste vor, die gebaut wurde, nachdem man erfuhr, einer von Daenerys’ Drachen sei durch Speere in der Meereener Kampfarena verwundet wurden. Cersei ist begeistert, wie leicht der Bolzen den dicken Drachenschädel durchschlägt. In Altsass erfährt Jorah Mormont von einem Maester, dass er – da er seinen Arm nicht direkt nach der Grauschuppen-Infektion abgetrennt hat – sich in spätestens 6 Monaten völlig in einen Steinmenschen verwandelt und er in 10 bis 20 Jahren tot sei. Er sei, da sich dessen Grauschuppenkrankheit nun über seine Brust ausgebreitet hat, nach gängiger Fachmeinung nicht mehr behandelbar. Er soll am nächsten Tag nach Valyria verschifft werden, um dort mit den anderen Steinmenschen in Isolation zu leben. Es steht ihm auch frei, sich mit seinem Schwert selbst zu töten, ehe er am nächsten Tag aufbrechen soll. Jorah gibt sich Samwell als Jeor Mormonts Sohn zu erkennen. Als Jorah in der Nacht einen Abschiedsbrief an Daenerys schreibt, kommt Samwell heimlich zu ihm und versucht, ihn allein auf Grundlage von Buchwissen mit einer äußerst schmerzhaften Prozedur, u. a. mittels Abtragen der Grauschuppen, zu heilen. Arya Stark erfährt unterwegs nach Königsmund in dem Wirtshaus, in dem ihr alter Weggefährte „Heiße Pastete“ arbeitet, dass die Boltons im Norden besiegt wurden, Winterfell befreit ist und nun Jon dort herrscht. Sie beschließt daraufhin anstatt weiter nach Süden, nach Winterfell zu reiten. Bei einer Rast wird sie von einem Rudel Wölfe umstellt und begegnet zufällig ihrem Schattenwolf Nymeria, den sie (in der zweiten Folge der 1. Staffel) davonjagte, damit die Lennisters sie nicht töten konnten. Arya will sie mit sich nehmen, doch die nunmehr völlig verwilderte Nymeria wendet sich mit ihrem neuen Rudel von ihr ab. In Winterfell erhält Jon Samwells Nachricht über die Drachenglasvorkommen auf Drachenstein. Er entschließt sich, der Einladung Daenerys Targaryens nachzukommen, woraufhin seine Lords und Verbündeten wütende Proteste äußern, da man Tyrion als Lennister und einer Targaryen nicht trauen dürfe. Jon weist drauf hin, dass sie mehr Alliierte brauchen. Daenerys’ Drachenglas, ihre Armee und vor allem ihre Drachen sind von unschätzbaren Wert gegen die Weißen Wanderer und die Untoten. Jon erinnert die Lords, dass er nie König des Nordens sein wollte, er aber seine Pflichten ernst nehme. Er werde den Norden bis zum Schluss verteidigen, dazu würden sie aber die Unterstützung von Daenerys benötigen; nur ein König könne eine Königin darum bitten. Er setzt Sansa in seiner Abwesenheit als Regentin im Norden ein. Kleinfinger bittet Jon darum, Tyrion zu grüßen und gesteht ihm, dass er Catelyn liebte und nun Sansa liebe. Jon reagiert wütend darauf und warnt ihn, sie niemals anzufassen, ansonsten würde er ihn persönlich töten. Die Martells begeben sich mit Asha Graufreud wieder nach Dorne, doch werden Ashas Schiffe nachts von der Eisernen Flotte Euron Graufreuds mit Brandgeschossen attackiert und geentert. Ashas Flaggschiff wird von Euron gekapert und die Sandschlangen Obara und Nymeria, Ellarias Stieftöchter, neben vielen anderen getötet. Asha, Ellaria und Tyene geraten in Gefangenschaft, während sich Theon panisch ins Meer flüchtet. |           |                               |                         |                      |                                       |                |                             |                 |            |
| 63 | 3         | Die Gerechtigkeit der Königin | The Queen’s Justice     | 30. Juli 2017        | 31. Juli 2017                         | Mark Mylod     | David Benioff & D. B. Weiss | 9,25 Mio.       | 63 Minuten |
| Jon erreicht mit Ser Davos Drachenstein und erbittet Daenerys’ Hilfe im Kampf gegen die Weißen Wanderer und ihre Armee der Untoten. Daenerys hingegen hält die Geschichte über eine Armee von Untoten für unglaubhaft, und auch Tyrion hat Zweifel. Stattdessen verlangt sie von Jon, das Knie zu beugen und erinnert an seinen Vorfahren Torrhen Stark, der als König des Nordens vor über 300 Jahren Aegon Targaryen den Treueid geleistet hatte. Im Gegenzug will Daenerys ihn als Wächter des Nordens einsetzen. Jon verweigert dies, da aufgrund der Ereignisse nördlich der großen Mauer keine Zeit für Machtkämpfe um den Eisernen Thron sei und er sonst keine Unterstützung mehr im Norden hätte. Daenerys betrachtet daraufhin Jon als selbsternannten König des Nordens als Rebell, der ihr den Thronanspruch streitig macht. Theon Graufreud wird von seinen Leuten aus dem Meer gerettet, während Euron Graufreud in Königsmund als Held gefeiert wird. Euron führt seine gefangene Nichte Asha, Ellaria Sand und deren Tochter Tyene Sand vor und übergibt sie der äußerst angetanen Cersei als sein versprochenes Geschenk, um seine Loyalität ihr gegenüber zu beweisen. Im kurzen Gespräch mit Jaime im Thronsaal gerät Euron beinahe mit ihm aneinander, als er abermals sexuelle Anspielungen zu dessen Beziehung mit Cersei äußert. Cersei lässt die Martells einkerkern und vergiftet aus Rache Tyene auf dieselbe Art und mit demselben Gift, mit dem Ellaria Myrcella einst in Dorne vergiftete. Ellaria muss dem langsamen Sterben ihrer Tochter hilflos zuschauen. Tycho Nestoris trifft als Gesandter der Eisernen Bank von Braavos in Königsmund ein und ist besorgt über die ausbleibende Schuldentilgung des Hauses Lennister. Die Wirren des Krieges und vor allem die fehlende Unterstützung des Hauses Tyrell für die Krone lässt ihn daran zweifeln, ob Cersei überhaupt in der Lage sei, ihre Schulden zu bezahlen. Cersei verspricht ihm, sich an das Motto des Hauses Lennister zu halten, dass sie ihre Schulden stets bezahlen, und vertröstet ihn, im Falle ihres Sieges Dothraki-Sklaven und Daenerys’ Drachen als Kriegsbeute zu Geld zu machen. Auf Drachenstein kann sich Jon auf der Insel frei bewegen, darf aber nicht zu seinem Schiff. Tyrion unterstützt ihn, indem er Daenerys bittet, ihn das dringend benötigte Drachenglas auf der Insel fördern zu lassen. Sie willigt ein, um Jon als Verbündeten zu gewinnen, nachdem sie erfahren hat, dass Asha Graufreud und die Martells vernichtend geschlagen wurden. Auf Winterfell gibt Sansa den Befehl, mehr Vorräte für den Winter und kommende Schlachten bereits jetzt dorthin zu schaffen und einzulagern. Auch gibt sie den nicht an die harten Bedingungen im Norden gewöhnten Arryns den Hinweis, sich mittels Leder ihre blanken Plattenpanzer winterfest zu machen. Gerade als Kleinfinger Sansa rät, dass sie alles und jeden in Frage stellen soll, treffen plötzlich Bran und Meera Reet auf der Burg ein. Sansa sagt ihm, dass er nun als der letzte noch lebende leibliche Sohn Eddard Starks der legitime Lord von Winterfell sei. Der sichtlich veränderte Bran erwidert jedoch, dass er nicht Lord von Winterfell werden könne, da er nun der Dreiäugige Rabe sei, welcher alles sehe. In Altsass wird Jorah Mormont vom Erzmaester erneut untersucht, welcher eine plötzliche Gesundung seiner Grauschuppenkrankheit vorfindet. Um seinen Retter Samwell nicht in Schwierigkeiten zu bringen, verheimlicht er dem Maester den geglückten Eingriff. Jorah wird gestattet, die Krankenstation zu verlassen. Der Erzmaester weiß jedoch von Samwells Behandlung und ist stolz auf ihn, auch wenn er sich und die Zitadelle gefährdet hat. Zur Strafe muss Samwell allerdings Abschriften alter, teilweise verwitterter Schriftrollen anfertigen. Daenerys und ihre Ratgeber gehen davon aus, dass Cersei den gestarteten Angriff der Unbefleckten auf Casterlystein erwartet. Laut Tyrions Wissen verfügt die Burg über eine schlagkräftige und gut ausgebildete Garnison, welche einst von Tywin Lennister aufgestellt wurde. Die Unbefleckten starten die Belagerung der Lennister-Stammburg an den Mauern mit Sturmleitern, als auch über einen geheimen Zugang vom Meer über die Kanalisation und die Aborte, den Tyrion einst beim Bau anlegte, um seine Huren heimlich hineinzuschmuggeln. Einem kleinen Trupp Unbefleckter gelingt es so, der Hauptstreitmacht das Tor zu öffnen. Die Unbefleckten nehmen die Burg ein, müssen aber erkennen, dass der Großteil der Garnison zuvor abgezogen wurde. Auf dem Meer vor Casterlystein attackiert Eurons Flotte überraschend die der Targaryens. Es stellt sich heraus, dass Jaime den Großteil der Garnison in das Feldheer der Lennisters eingliederte, um die Tyrells auf Rosengarten anzugreifen. Mit Bronn und seinen neuen Generälen Randyll und Dickon Tarly erobert er Rosengarten im Sturm und setzt Olenna Tyrell fest. Da Olenna weiß, dass das ihr Ende ist, redet sie Jaime ins Gewissen, weil er die bösartige Cersei unterstützt. Ihm sei die Kontrolle längst entglitten. Um ihr eine grausame öffentliche Hinrichtung zu ersparen, bietet Jaime ihr Gift an, welches schmerzlos tötet. Sie trinkt es und lässt Cersei ausrichten, dass sie es war, die König Joffrey vergiften ließ. |           |                               |                         |                      |                                       |                |                             |                 |            |
| 64 | 4         | Kriegsbeute                   | The Spoils of War       | 6. Aug. 2017         | 7. Aug. 2017                          | Matt Shakman   | David Benioff & D. B. Weiss | 10,17 Mio.      | 50 Minuten |
| In der Weite wird Bronn von Jaime mit Gold für seine Dienste bezahlt. Das übrige erbeutete Gold des gefallenen Hauses Tyrell soll nach Königsmund gebracht werden. Bronn ist unzufrieden, da ihm Jaime eine Burg und hochgeborene Braut versprochen hatte. Jaime vertröstet ihn damit, dass nach deren Sieg genügend herrenlose Burgen zur Auswahl stehen werden. Zunächst soll Bronn dem neuen Wächter des Südens Randyll Tarly und dessen Sohn Dickon dabei behilflich sein, den Bauern der Weite – welche als fruchtbarster Teil Westeros die Kornkammer der Sieben Königslande ist – einen Teil der Ernte als Truppenverpflegung abzunehmen. In Königsmund erwartet Tycho Nestoris von der Eisernen Bank zusammen mit Cersei die Ankunft des erbeuteten Goldes aus Rosengarten. Nestoris sichert der Königin zu, dass sie sich nach ihrer Schuldentilgung der Unterstützung der Bank sicher sein könne. Cersei beabsichtigt danach ihr Heer zu vergrößern und ihre Flotte auszubauen. Dazu hat sie ihre Hand Qyburn nach Essos gesandt, um bei der Goldenen Kompanie, einer berühmten Söldnereinheit, Männer anzuwerben. In Winterfell schenkt Kleinfinger Bran den Dolch aus valyrischen Stahl, welcher ihm einst in den Händen eines mysteriösen Attentäters beinahe das Leben nahm (Staffel 1, Folge 2). Kleinfinger spricht ihn als Lord Stark an. Bran lehnt diese Position allerdings erneut ab und erwähnt in dem Gespräch Kleinfingers „Chaos ist eine Leiter“-Rede, welche letzteren verunsichert. Meera Reet verabschiedet sich von Bran, da er sie nicht mehr braucht und nun auf Winterfell in Sicherheit ist. Sie will bei ihrer Familie sein, wenn die Invasion der Weißen Wanderer und des Untotenheers beginnt. Der Abschied erfolgt seitens Bran emotionslos, da er nun als Dreiäugiger Rabe dem Hier und Jetzt entrückt scheint. Maester Wolkan baute Bran einen Rollstuhl, mit dem er nun mehr Bewegungsfreiheit gewinnt. Arya trifft auf Winterfell ein und begegnet Sansa und Bran. Bran schenkt Arya den kostbaren Dolch, den er von Kleinfinger erhielt, da er als „Krüppel“ keine Verwendung dafür hat. Brienne und Podrick sehen zufrieden, dass die Geschwister endlich wieder vereint sind, so wie es sich Catelyn Stark von Brienne gewünscht hatte. Brienne und Arya üben den Schwertkampf und messen ihr Können, während Sansa und Kleinfinger zusehen. Auf Drachenstein zeigt Jon Daenerys in der Höhle neben den großen Vorkommen an Drachenglas uralte Petroglyphen der Kinder des Waldes, auf welche er stieß. Aus ihnen geht hervor, dass einst die Kinder des Waldes und die ersten Menschen trotz ihrer Differenzen ein Bündnis gegen die Weißen Wanderer eingingen. Jon sagt ihr, dass nun auch sie ein Bündnis schmieden müssen, da ansonsten alle sterben werden. Daenerys bietet ihm ihre volle Unterstützung an, wenn Jon sie als alleinige rechtmäßige Königin anerkennt und ihr die Treue schwört. Doch er erwidert, dass die Leute im Norden nach allen Vorfällen keine Herrscherin aus dem Süden akzeptieren würden. Vor der Höhle berichtet ihnen Tyrion von der Einnahme Casterlysteins und dass nun, nach Eurons erfolgreichem Angriff auf ihre Flotte, die Unbefleckten dort zu Fuß festsitzen. Auch die Versorgung ihrer Truppen mit Nahrungsmitteln ist nicht mehr lange gewährleistet, da die Lennisters die Weite unter ihre Kontrolle gebracht haben und die Ernteerträge kontrollieren. Tyrion schlägt ihr vor, die Unbefleckten zurückzurufen und die Dothraki mit den verbliebenen Schiffen auf das Festland übersetzen zu lassen, um dann mit ihnen Königsmund zu belagern. Sie will stattdessen mit den Drachen den Roten Bergfried in Königsmund niederbrennen, da sich dort Cersei aufhält. Da sich Daenerys ohne verbündete Häuser am Verlieren sieht, bittet sie Jon um Rat. Er empfiehlt ihr, nicht mit den Drachen Festungen und Städte niederzubrennen, wie ihre Vorfahren es taten. Auf Drachenstein schätzt Davos im Gespräch mit Jon, dass sie weniger als 10.000 Kämpfer im Norden gegen den Nachtkönig aufstellen können. Missandei erzählt Jon und Davos, wie sie in Daenerys’ Diensten kam. Daenerys Gefolgsleute glauben an sie nicht aufgrund ihres Geburtsrechts, sondern aufgrund ihrer Persönlichkeit und ihrer Handlungen. Das Gespräch wird unterbrochen, als der von Daenerys’ Leuten für tot gehaltene Theon mit einigen seiner Soldaten und einem seiner Schiffe nach der verlorenen Seeschlacht eintrifft. Jon sieht ihn und tötet ihn wegen seines damaligen Verrates nur nicht, weil er später Sansa zur Flucht vor Ramsay Bolton verhalf. Theon wollte Daenerys um die Rettung seiner Schwester Asha aus Eurons Gefangenschaft bitten, doch sie ist mit den Dothraki und ihrem größten Drachen Drogon zu einem Feldzug gegen die Lennisters aufgebrochen. In der Weite nahe der Grenze zu den Kronlanden erfährt Jaime von Randyll Tarly, dass das Gold sicher in Königsmund eingetroffen ist. Als das Lennister-Heer auf dem Rückmarsch nach Königsmund rastet, tauchen völlig unerwartet die Dothraki-Reiter auf. Es gelingt den Lennister-Soldaten gerade noch rechtzeitig mit den Speerträgern einen Schildwall zu formieren und mit den Bogenschützen Aufstellung zu nehmen, ehe sie angegriffen werden. Bronn drängt Jaime mit ihm das Schlachtfeld zu verlassen und die Soldaten ohne ihn kämpfen zu lassen. Jaime will sich aber dem Feind entgegenstellen und meint, dass sie standhalten können. Doch plötzlich taucht Daenerys auf Drogon auf und brennt mit ihm aus der Luft eine Bresche in den Schildwall, womit es den Dothraki ein Leichtes ist, die Reihen zu sprengen. Als nächstes verbrennt sie mit Drogon die Trosswagen und viele der Lennister-Soldaten. Jaime lässt die Bogenschützen auf Drogon feuern, doch prallen die Pfeile wirkungslos an seinen Schuppen ab. Daraufhin befiehlt Jaime Bronn mit der neu entwickelten Balliste auf Drogon zu schießen, da er es selbst einhändig nicht tun kann. Bronn gelingt es, mit dem zweiten Schuss die Schulter des Drachen zu treffen und sich zu retten, als Drogon schmerzerfüllt landet und die Balliste zerstört. Als Daenerys am Boden versucht den Speerbolzen aus Drogon herauszuziehen, sieht dies Jaime als seine Chance zum Angriff und hält – unter den sorgenvollen Augen seines Bruders Tyrion – auf seinem Pferd mit einem Speer auf Daenerys zu, doch dreht sich Drogon plötzlich zu ihm um und speit Feuer. In allerletzter Sekunde wird Jaime von Bronn gerettet, indem er ihn vom Pferd in den nahen Fluss stößt und beide vor der Feuerwalze hinabtauchen. Jaime sinkt hilflos in seiner schweren Rüstung zum Grund des Flusses. |           |                               |                         |                      |                                       |                |                             |                 |            |
| 65 | 5         | Ostwacht                      | Eastwatch               | 13. Aug. 2017        | 14. Aug. 2017                         | Matt Shakman   | Dave Hill                   | 10,72 Mio.      | 59 Minuten |
| Bronn und Jaime haben die Schlacht überlebt und sich aus dem Fluss gerettet, sind aber vom restlichen zerschlagenen Heer abgeschnitten. Jaime ist klar, dass Daenerys mit nur einem ihrer drei Drachen angegriffen hat, also nicht mit ihrer vollen Stärke. Die überlebenden Soldaten der Lennisters werden vor die Wahl gestellt, zu Daenerys überzulaufen oder zu sterben. Randyll Tarly und sein Sohn Dickon weigern sich, da sie sie als fremde Invasorin betrachten, und werden trotz Tyrions Fürsprache von Daenerys zum Tode verurteilt und darauf von Drogon zu Asche verbrannt. Aus Furcht unterwerfen sich darauf auch die verbliebenen Soldaten. Jaime kommt in Königsmund an und berichtet Cersei vom Totalverlust seines Heeres und von Olenna Tyrells Geständnis, für den Tod von Joffrey verantwortlich zu sein. Cersei möchte mit dem Gold der Tyrells und der Eisernen Bank Söldner anwerben. Jaime gibt ihr zu verstehen, dass die Dothraki jede Armee mit Leichtigkeit besiegen könnten und die Balliste dem Drachen nicht viel Schaden zufügte. Er sieht den Krieg bereits als verloren an. In Winterfell nutzt Bran mit seiner Wargfähigkeit einen Raben als Späher und entdeckt die Armee der Untoten kurz hinter Ostwacht an der See. Er lässt diese Information von Maester Wolkans Raben in Westeros verbreiten. In Altsass sind die Erzmaester unschlüssig, was sie von dieser Nachricht zu halten haben. Einige vermuten, dass es eine List seitens Daenerys ist, um die Truppen nach Norden zu verlegen, womit ihre Eroberung auf wenig Widerstand treffen würde. Sam versucht sie von der Echtheit zu überzeugen. Er sei Bran einmal begegnet und habe auch selbst einen Untoten gesehen. Die Maester wollen die Korrektheit durch ein Rückschreiben an Maester Wolkan sicherstellen. Die Erzmaester wissen um den Tod Samwells Vaters und Bruders und verschweigen es ihm, damit er sich weiterhin der Ausbildung zuwendet. Abends muss Sam ein altes Buch kopieren, während ihn Goldie mit Details aus einem anderen Buch eines Hohen Septons nervt, – darunter die genaue Anzahl der Stufen in der Zitadelle, oder der Fenster in der Großen Septe, aber auch von einer Scheidung zwischen Prinz Rhaegar Targaryen und einer Prinzessin von Dorne und einer darauf folgenden geheimen Hochzeit in Dorne. Sam ist entnervt und gibt – ohne Notiz davon genommen zu haben – dem kleinen Sam das wichtige Buch zum Spielen. Sam ist frustriert nicht mehr machen zu können, während die Armee der Untoten näherrückt. Er stiehlt Bücher aus der verbotenen Abteilung der Bibliothek und verlässt Altsass gemeinsam mit Goldie und ihrem Sohn. Daenerys kommt mit Drogon auf Drachenstein an. Dieser lässt sich zu ihrer großen Verwunderung von Jon berühren. Sie fragt ihn, ob er wirklich ein Messer ins Herz bekommen habe, wie es Ser Davos berichtete. Doch das Gespräch wird unterbrochen, als Jorah Mormont überraschend eintrifft und von Daenerys herzlich begrüßt wird. Tyrion und Varys sind sich einig, dass Daenerys nicht den Weg einschlagen darf wie einst ihr Vater – der ebenfalls Menschen durch Verbrennen exekutieren ließ – und suchen nach Möglichkeiten, dies zu verhindern. Jon erfährt durch den Brief von Bran, dass dieser und Arya noch am Leben sind und dass die Weißen Wanderer und ihr Untotenheer nahe Ostwacht sind. Gemeinsam mit Davos, Jon, Daenerys und Mormont entwickeln sie einen Plan, Cersei – die die Armee der Untoten für ein Märchen hält – davon zu überzeugen, dass sie real ist: Man will ihr einen der Untoten vorführen. Da laut Tyrion Cersei vermutlich nur auf Jaime hört, und dieser nur auf Tyrion, will er selbst in die Hauptstadt, um mit Jaime zu sprechen. Davos schmuggelt ihn dorthin und sucht Gendry. Der arbeitet als Schmied für die Lennisters und kommt bereitwillig mit. Er hat sich einen Streithammer geschmiedet, die bevorzugte Waffe seines Vaters Robert Baratheon, die sogar mit dessen Wappentier, dem Hirsch verziert ist. Währenddessen trifft sich Tyrion mit Jaime im Geheimen und erläutert ihm die Pläne. Als Davos, Gendry und Tyrion mit einem Boot nach Drachenstein zurückkehren wollen, wird Tyrion von zwei Mitgliedern der Stadtwache erkannt. Gendry erschlägt sie mit seinem Streithammer und sie verlassen die Hauptstadt. Anschließend berichtet Jaime Cersei von seinem Treffen mit Tyrion, von dem sie jedoch bereits weiß. Sie möchte die Verhandlungen mit Daenerys zu ihrem Vorteil nutzen, da Daenerys derzeit militärisch überlegen ist. Außerdem offenbart sie Jaime, dass sie von ihm schwanger ist und dass er diesmal öffentlich als Vater benannt werden soll. Doch droht sie ihm – aufgrund des gnadenvollen Todes Olennas und des Treffens mit Tyrion –, sie nie wieder zu hintergehen. Auf Winterfell beschweren sich die anwesenden Lords bei Sansa: Lord Glauer ist der Meinung, der König des Nordens solle im Norden verweilen. Glauer würde auch Sansa als Königin akzeptieren. Lord Rois erwähnt, dass er und seine Ritter aus dem Grünen Tal sowieso nur wegen Sansa anwesend sind und nicht wegen Jon. Sansa ist geschmeichelt, doch steht sie zu Jons Plänen. Arya empfiehlt Sansa, die beiden zu köpfen, falls sie den Gehorsam verweigern würden, was Sansa jedoch ablehnt. Arya durchschaut Sansa und gibt ihr zu verstehen, dass sie ihre heimliche Machtgier verachtet. Die misstrauische Arya spioniert Petyr Baelish hinterher, der sich zunächst heimlich mit einer Magd in den Zwingern trifft und ihr eine Schriftrolle übergibt. Anschließend unterhält er sich auch mit Lord Glauer und Rois im Burghof. In seinem Quartier erhält er vom Maester Wolkan eine alte Nachricht aus den Archiven von Maester Luwin, von der es keine weitere Abschrift auf Winterfell gibt. Arya bricht in Baelishs Quartier ein und findet die Nachricht gut versteckt im Bettzeug. Es handelt sich um einen alten Brief von Sansa, in dem diese – unter Zwang – Robb aufforderte, dem damaligen König Joffrey die Treue zu schwören (nach der Gefangennahme Eddarts und vor seiner Hinrichtung in Staffel 1, Folge 8). Beim Verlassen von Baelishs Zimmer wird sie von ihm beobachtet. Offenbar plant er, die Stark-Schwestern gegeneinander auszuspielen. Auf Drachenstein trifft Tyrion auf Jorah Mormont und überreicht ihm die Münze, die der Sklavenhändler einst Tyrion als symbolische Bezahlung gab; Tyrion möchte die Münze nach dessen Rückkehr zurück, damit dieser wohlbehalten zurückkehrt. Der Abbau des Drachenglases ist währenddessen in vollem Gange. Gendry stellt sich – entgegen dem Rat von Davos, eine falsche Identität zu nennen – Jon als Bastardsohn von Robert Baratheon vor, beide verbindet die enge Freundschaft ihrer – vermeintlichen – Väter. Davos, Gendry, Jorah und Jon brechen nach Ostwacht an der See auf und treffen dort Tormund, der drei Personen gefangen hält: Den Bluthund, Beric Dondarion und Thoros von Myr. Die Männer sind anfangs zerstritten: Gendry wirft Beric und Thoros vor, ihn an Melisandre verkauft zu haben. Tormund erfährt, dass Jorah Mormont der Sohn des ehemaligen Kommandanten der Nachtwache ist, der für den Tod vieler Wildlinge verantwortlich war. Da sie jedoch ein gemeinsames Ziel haben, brechen sie schließlich gemeinsam Richtung Norden auf, um einen Untoten gefangen zu nehmen. |           |                               |                         |                      |                                       |                |                             |                 |            |
| 66 | 6         | Jenseits der Mauer            | Beyond the Wall         | 20. Aug. 2017        | 21. Aug. 2017                         | Alan Taylor    | David Benioff & D. B. Weiss | 10,24 Mio.      | 71 Minuten |
| Auf der Jagd nach einem Untoten nördlich der Mauer versöhnen Gendry und die Bruderschaft ohne Banner sich allmählich. Jon will Jorah dessen valyrisches Familienschwert Langklaue zurückgeben. Doch Jorah lehnt es ab, da er Schande über sein Haus gebracht hat und Jon das Schwert nicht grundlos geschenkt bekam. Auf Winterfell wirft Arya ihrer Schwester aufgrund des diskreditierenden Briefes vor, für den Tod ihres Vaters mitverantwortlich zu sein. Sansa beteuert, dass sie von den Lennisters gezwungen wurde und Eddard vor der Todesstrafe retten wollte. Darauf entgegnet Arya, dass sie die Hinrichtung auch gesehen hat und ebenfalls nicht einschreiten konnte. Sie wertet Sansas Verhalten trotzdem als Verrat an der Familie Stark. Sansa macht ihr daraufhin klar, dass sie es war, die in der Schlacht um Winterfell gegen Haus Bolton die Ritter des Grünen Tals zu Hilfe rief. Ohne sie hätte Winterfell nicht zurückerobert werden können. Zudem habe Sansa schreckliche Sachen durchgestanden, während ihre Schwester auf Weltreise war. Arya behält den Brief und behält sich vor, ihn gegebenenfalls den Lords des Nordens zu zeigen. Im Norden, jenseits der Mauer, erzählt Tormund Sandor von seiner Vernarrtheit in Brienne. Beric und Jon unterhalten sich zudem über den Grund ihrer Wiederbelebungen und dass sie für das Leben kämpfen. Der Tod sei der Feind und er gewinnt immer, doch müsse er bekämpft werden, um alle Lebenden zu beschützen. Der Bluthund erspäht kurz darauf den pfeilspitzenförmigen Berg aus seiner Vision. Auf Drachenstein bemerkt Tyrion, dass Daenerys sich Sorgen um Jon macht. Sie besprechen die weitere Vorgehensweise gegen Cersei. Tyrion rät Daenerys, ihr impulsives Verhalten zurückzuhalten, da die Verbrennung von Randyll und Dickon Tarly in seinen Augen ein Fehler war. Daenerys will dies bestreiten, doch Tyrion macht ihr klar, dass er und sein Bruder sich gegenseitig ein Versprechen zur vorläufigen Waffenruhe gaben. Daenerys müsse in der Lage sein, ihre Feinde und deren Beweggründe zu verstehen, und dürfe nicht wie die anderen Herrscher mit bloßer Gewalt agieren. Die neue, gerechtere Welt, die sie anstrebt, wird nicht in einer Lebenszeit erbaut sein. Außerdem müsse Daenerys sich Gedanken um ihre Thronfolge machen, da sie keine Kinder bekommen kann. Wenn sie in einer Schlacht getötet würde, wäre der Kampf für eine bessere Welt verloren. Daenerys fasst dies als Vorwurf auf und will, von Tyrion gekränkt, erst über ihre Thronfolge entscheiden, wenn sie den Thron erobert hat. Nördlich der Mauer trifft die Gruppe auf einen riesigen, untoten Eisbären, der sie angreift. Der Feuerpriester Thoros von Myr setzt sein Leben aufs Spiel, um Sandor zu beschützen, der wie angewurzelt vor dem angreifenden Bären steht. Jorah kann den Bären schließlich töten. Nachdem Beric die Wunden von Thoros mit seinem brennenden Schwert gestillt hat, setzt die Gruppe ihre Suche fort. Auf Winterfell berichtet Sansa Petyr Baelish, dass Arya den Brief hat. Sie befürchtet, dass die Soldaten von Winterfell sie nicht als ihre Königin sehen, die Burg verlassen und wegen des harten Winters nach Hause gehen würden. Sansa erkennt Arya nicht wieder. Baelish schlägt ihr vor, Brienne von Tarth um Hilfe zu bitten, da sie ihrer Mutter Catelyn schwor, beide Töchter zu beschützen. Im Norden erspäht Jons Gruppe nahe dem pfeilspitzenförmigen Berg unbemerkt eine Vorhut des Nachtkönigs, bestehend aus einem Weißen Wanderer und einer kleinen Gruppe Untoter in einem Gebirgspass. Sie legen erfolgreich einen Hinterhalt. Jon gelingt es, den Weißen Wanderer mittels Langklaue zu vernichten, worauf zur Verwunderung der Gruppe alle Untoten bis auf einen sofort zerfallen. Sie überwältigen und fesseln den verbliebenen Untoten und stehen so kurz vor dem Erfolg ihrer Mission. Doch dann hören sie, wie sich die Hauptstreitmacht des Nachtkönigs nähert. Jon schickt Gendry als schnellsten Läufer unter ihnen nach Ostwacht, um von dort aus mit einem Raben ein Hilfegesuch an Daenerys zu schicken. Die Untotenarmee nähert sich und Jons Gruppe wird auf einen zugefrorenen See gedrängt. Dort stellen sie sich für den Kampf auf einem Felsplateau auf. Als das Untotenheer angreift, bricht unter ihrer schieren Masse das Eis, worauf viele von ihnen einbrechen. Die Untoten müssen den Angriff abbrechen und die gegnerischen Truppen harren bis zum nächsten Morgen aus. Gendry kommt völlig erschöpft in Ostwacht an und erklärt die Lage, worauf Davos einen Raben aussendet. Thoros ist mittlerweile seinen Verletzungen und der Kälte des Nordens erlegen und wird vom Rest der Gruppe verbrannt. Ihnen ist mittlerweile klar, dass sie die Untoten nur bezwingen können, wenn sie den jeweiligen Weißen Wanderer, der sie erschuf, vernichten. Beric folgert daraus, dass sie den Nachtkönig töten müssen, da ihm alle Weißen Wanderer und indirekt alle Untoten unterstehen. Auf Winterfell erhält Sansa eine Einladung Cerseis nach Königsmund. Sie wittert eine Falle und schickt stattdessen Brienne dorthin, da sie sich gut mit Jaime versteht. Widerwillig bricht diese schließlich auf, nachdem Sansa ihr mehrmals versicherte, sich auf Winterfell so sicher und beschützt zu fühlen wie nirgendwo sonst. Auf Drachenstein erhält Daenerys die Nachricht aus Ostwacht. Tyrion will sie davon abhalten, zu gehen, doch sie bricht ungeachtet dessen sofort mit ihren drei Drachen nach Norden auf, um Jon zu Hilfe zu eilen. Auf dem Schlachtfeld im Norden ist das gebrochene Eis des Sees mittlerweile wieder zugefroren und die Untoten setzen ihren Angriff fort. Es entbrennt ein erbitterter Kampf. Tormund wird im letzten Moment von Sandor gerettet, als die Untoten ihn unter das Eis ziehen wollen. Kurz bevor die Gruppe überwältigt wird, erreicht Daenerys mit ihren Drachen das Schlachtfeld. Die Drachen verbrennen eine Vielzahl Untoter und bringen das Eis des Sees teilweise wieder zum Schmelzen. Doch der Nachtkönig gewinnt einmal mehr die Oberhand, als er den Drachen Viserion mit einem Eisspeer tödlich im Genick trifft. Viserion stürzt in den See und stirbt. Drogon und Daenerys können die Gruppe jedoch retten. Jon bleibt zurück und bekämpft weiterhin die Untoten. Er ruft Daenerys zu, dass sie ohne ihn fliehen sollen, da der Nachtkönig einen weiteren Eisspeer werfen will, diesmal auf Drogon. Auf ihrer Flucht blicken Daenerys und die Gruppe geschockt vom Tod Viserions zurück auf das Schlachtfeld. Jon wird im Kampf von Untoten in den See gerissen. Doch er schafft es, sich aus dem eisigen Wasser zu befreien und findet sein Schwert Langklaue wieder, welches er im Handgemenge verloren hatte. Erneut wollen die Untoten ihn angreifen. Doch plötzlich erscheint überraschend Benjen Stark, der von den Kindern des Waldes wiederbelebt wurde, um Jon zu retten. Er überlässt ihm sein Pferd und opfert sich im Kampf gegen die Untoten, um Jon die Flucht nach Ostwacht zu ermöglichen. Auf Ostwacht wartet Daenerys hoffnungsvoll auf Jon. Gerade als sie abreisen will, erreicht er zu ihrer Erleichterung das Tor, jedoch ohnmächtig auf dem Pferd. Er wird auf ihr Schiff gebracht und von seiner gefrorenen Kleidung befreit. Daenerys sieht Jons Narben und stellt ungläubig fest, dass Davos die Wahrheit gesagt hatte und Jon tatsächlich erstochen und wiederbelebt wurde. In Winterfell stöbert Sansa neugierig in Aryas Zimmer herum und findet entsetzt die konservierten Gesichter. Arya ertappt sie und erzählt von ihrer Ausbildung in Braavos und vom „Spiel der Gesichter“. Sie weiß, dass Sansa immer Königin werden wollte, während sie sich im Schwertkampf ausbilden ließ. Arya sagt, wenn sie wollte, könnte sie jedes Aussehen annehmen – sogar das von Sansa, wenn sie nur ihr Gesicht dafür hätte. Jon und Daenerys kommen auf dem Schiff der Targaryen-Flotte wieder zur Ruhe. Er bekundet sein Beileid um ihren gefallenen Drachen Viserion und bereut es, auf die Jagd nach Untoten gegangen zu sein. Doch Daenerys beruhigt ihn und sagt, sie müsse die Bedrohung gesehen haben, um zu glauben, dass sie existiert. Sie trauert um Viserion, als wäre er ihr eigenes Kind. Daenerys verspricht Jon, dass sie den Nachtkönig gemeinsam bekämpfen werden. Da Jon Daenerys nun kennt, verspricht er, ihr seine Treue zu schwören, wenn er sich erholt hat. Auf dem Schlachtfeld im Norden lässt der Nachtkönig den toten Drachen Viserion mittels schwerer Ketten aus dem See ziehen und belebt ihn wieder. |           |                               |                         |                      |                                       |                |                             |                 |            |
| 67 | 7         | Der Drache und der Wolf       | The Dragon and the Wolf | 27. Aug. 2017        | 28. Aug. 2017                         | Jeremy Podeswa | David Benioff & D. B. Weiss | 12,10 Mio.      | 80 Minuten |
| Vor Königsmund stellen sich die Unbefleckten, Dothraki und Eurons Flotte während der Zusammenkunft auf. Sandor führt den gefangenen Untoten in einer Kiste mit, um ihn später Cersei zu zeigen. Auf dem Weg trifft er auf Brienne, welche ihn tot wähnte. Er erfährt von ihr, dass Arya sicher auf Winterfell ist. Auch trifft Tyrion auf Bronn und seinen alten Knappen Podrick, welcher ihn noch als seinen Lord ansieht. Es kommt zu einem Treffen zwischen allen Thronprätendenten und ihren Ratgebern in der verfallenen Drachengrube in Königsmund. Dort trifft Sandor auf seinen völlig veränderten Bruder Gregor. Als Letzte trifft Daenerys mit ihren beiden Drachen ein, wobei Cersei sie und ihre Drachen zum ersten Mal sieht. Die Versammelten führen zuerst Streitgespräche untereinander, bis Sandor den Untoten aus der Kiste lässt, welcher auf Cersei zuhält, aber an einer Kette festgemacht ist. Sandor und Jon demonstrieren, dass den Untoten mit herkömmlichen Waffen nicht so leicht beizukommen ist und sie nur mittels Feuer und Drachenglas vernichtet werden können. Auch sagen sie Cersei, dass sie die Truppenstärke auf ca. 100.000 Untote und Weiße Wanderer schätzen. Cersei ist von der Demonstration geschockt. Ebenso Euron, der nachfragt, ob sie schwimmen können, was verneint wird. Er will dem Unheil entgehen, indem er zurück zu den Eiseninseln segelt und sofort aufbricht. Cersei stimmt einem Waffenstillstand zu, jedoch nur mit Jon, da er der – vermeintliche – Sohn des ehrenhaften und somit vertrauenswürdigen Ned Stark ist. Cersei traut Daenerys nicht. Doch dann schwört Jon vor allen Versammelten, ohne es vorher besprochen zu haben, Daenerys die Treue, da er gleich und nicht erst später mit der Wahrheit herausrücken wollte. Cersei verlässt daraufhin wütend das Treffen. Nachdem Jaime vergebens versucht hat, Cersei zur Vernunft zu bringen, redet Tyrion mit ihr. Er versichert seiner Schwester, dass er nie deren Haus zerstören wollte, er deswegen die Diplomatie benutzt und Daenerys seinetwegen nicht im Land wütet, um die Krone zu bekommen. Tyrion erzählt ihr, dass er an Daenerys und ihre Sache für eine bessere Welt glaubt. Als er ihr im Gespräch Wein einschenkt und sie nicht mittrinkt, errät er, dass sie schwanger ist. In der Drachengrube sinniert Daenerys darüber, dass dieser Ort der Anfang vom Ende des Hauses Targaryen war, als es die Drachen dort einsperrte und sie daraufhin kleiner wurden, so wie letztlich das Haus selbst. Sie erzählt Jon, dass sie keine Kinder bekommen kann. Die Hexe, die ihren Mann Drogo mehr oder weniger mit Zauber „umbrachte“, erzählte es ihr. Doch glaubt Jon nicht daran und ist davon überzeugt, dass sie Kinder bekommen kann. Daenerys befürchtet, dass Cersei das halbe Land einnimmt, wenn sie mit ihren Armeen nach Norden zieht, um den Nachtkönig zu bekämpfen. In dem Moment betritt Cersei wieder überraschend die Drachengrube und verspricht, dass sie ihr gesamtes Heer nach Norden beordert, um ihnen zu helfen. In Winterfell erhält die überraschte Sansa Jons Nachricht, in der er erklärt, dass er Daenerys die Treue schwört. Kleinfinger ist bei ihr und mutmaßt, dass Jon und Daenerys vielleicht heiraten wollen. Kleinfinger sagt, dass Jon zwar zum König des Nordens ernannt wurde, er aber genauso wieder abgesetzt werden könnte. Sansa meint, dass, selbst wenn sie die Macht übernehmen wollte, sie sich vor Arya fürchtet, welche dies als Verrat ansehen würde, und ganz zu Jon steht. Kleinfinger bringt Sansa auf die Idee, dass Arya nach Winterfell kam, um Beweise über Sansas vermeintlichen Verrat zu finden und sie dann zu töten, um selbst Lady von Winterfell zu sein. Auf Drachenstein beschließen Jon und Daenerys, die Dothraki auf dem Königsweg nach Weißwasserhafen reiten zu lassen und die Unbefleckten mit der Flotte dorthin zu schicken, wobei sie beide an Bord sein werden. Von dort aus wollen sie alle gemeinsam nach Winterfell, wobei Jon es nach seinem Treueschwur für eine gute Idee hält, sich gemeinsam mit ihr sehen zu lassen, um bei den Nordländern Vertrauen zu fassen. Als der Plan steht, redet der reumütige Theon alleine mit Jon. Jon vergibt Theon teilweise für seine Taten und gibt ihm versöhnlich zu verstehen, dass sie beide Ned Starks Söhne seien, dass Theon aber ebenso ein Graufreud wie Stark ist. Daraufhin will Theon seine Schwester Asha aus der Gefangenschaft ihres Onkels Euron befreien. Er will seine wenigen verbliebenen Eisenmänner dazu bringen, Asha, ihre Königin, zu befreien, doch stellt sich der Kapitän Harrag quer, da er annimmt, dass sie tot sei. Der Kapitän will in dem Wissen, dass die Untoten nicht schwimmen können, stattdessen auf eigene Faust eine Insel überfallen, alle Männer dort töten, ihre Frauen rauben und dort siedeln. Doch erinnert Theon daran, dass dies Asha verboten hat, als sie Daenerys schwor, dass die Plünderungen und Vergewaltigungen aufhören werden. Es kommt zum Kampf zwischen den beiden, wobei Theon knapp gewinnt und sie mit dem Schiff aufbrechen, um Asha zu befreien. In Winterfell lässt Sansa Arya vor Stark-Soldaten, Lord Yohn Rois, den Rittern des Grünen Tals und Kleinfinger in die Versammlungshalle bringen. Doch anstatt Arya anzuklagen, wirft sie, gemeinsam mit dem allwissenden Bran und Arya, Kleinfinger seine Verbrechen vor: den tödlichen Giftanschlag auf Jon Arryn, den Mord an ihrer Tante Lysa Arryn, um die Macht des Grünen Tals an sich zu reißen, sowie den Brief an ihre Eltern, dass angeblich die Lennisters hinter dem Mord an Jon Arryn steckten, welcher – in Konspiration mit Cersei und König Joffrey – den Tod ihres Vaters Ned und damit den Beginn des Krieges zur Folge hatte. Des Weiteren wirft sie ihm vor, dass er sie an die Boltons auslieferte und sie gegen ihre Schwester aufgebracht hat. Als er den Ernst der Lage begreift, beteuert er, wie sehr er ihre Mutter liebte und sie liebt, und fleht um sein Leben. Doch Arya tötet Kleinfinger daraufhin mit seinem ehemaligen Dolch, indem sie ihm die Kehle aufschlitzt. In Königsmund plant und koordiniert Jaime mit seinen Hauptleuten die Expedition in den Norden. Cersei hat jedoch, was das Vorhaben betrifft, gelogen und hat nicht vor, ihre Armee dorthin zu schicken. Sie will, dass Jons und Daenerys’ Armeen gegen die Untoten kämpfen, um danach deren dezimierte Heere zu vernichten. Jaime will ihr jedoch eindringlich klarmachen, dass dies ein Kampf zwischen den Lebenden und Toten ist und nicht zwischen rivalisierenden Adelshäusern. Cersei fiel auf, dass während des Treffens ein Drache fehlte. Sie folgert daraus, da Daenerys machtvoll ihre volle Armeestärke präsentierte, dass ihm etwas zugestoßen sein müsse und Drachen nicht unverwundbar seien. Jaime betont noch einmal, dass sie gegen die Drachen und Dothraki nicht gewinnen können. Doch sagt sie, dass sie die Eiserne Bank und die Goldene Kompanie mit 20.000 Mann, inklusive Kavallerie und sogar Kriegselefanten auf ihrer Seite hat. Euron log in ihrem Auftrag bei dem Treffen und segelte, anstatt zu den Eiseninseln, insgeheim nach Essos, um die Söldnerarmee aufzunehmen und nach Westeros zu überführen. Jaime will jedoch immer noch mit der Lennister-Armee nach Norden aufbrechen, was Cersei ihm – neben dem wiederholten Treffen mit Tyrion – als Verrat auslegt, da er dann Seite an Seite mit ihren Feinden kämpfen würde. Beinahe setzt sie Gregor auf ihn an, als er eigenwillig alleine aufbricht. Gerade als Jaime Königsmund verlässt, fällt dort der erste Schnee. In Winterfell trifft Samwell ein und sucht Bran auf. Bran sagt, dass er Jon sagen müsse, dass seine Eltern in Wahrheit Lyanna Stark und Rhaegar Targaryen seien und er als Bastard in Dorne geboren wurde und demnach Jon Sand heißen würde. Doch fällt Samwell wieder ein, was Goldy in den Tagebüchern eines Hohen Septons vorlas, nämlich dass Rhaegar seine Ehe mit Elia Martell annullieren ließ und danach in Dorne in einer geheimen Zeremonie Lyanna Stark heiratete. Samwell fragt Bran, ob er dies nicht mit einer Vision herausfinden könnte, was er tut. Bran sieht, dass Roberts Rebellion auf einem fatalen Irrtum beruhte, da Robert Baratheon annahm, dass Rhaegar seine geliebte und versprochene Lyanna entführte und vergewaltigte. In Wahrheit war es jedoch eine geheime Liebesheirat zwischen dem Drachen und dem Wolf, zwischen Rhaegar und Lyanna. (Dabei bleibt unklar, ob Robert selbst nicht sogar wusste, dass Rhaegar und Lyanna sich liebten.) Währenddessen sieht Tyrion auf Daenerys’ Schiff, wie Jon nachts in die Kajüte von Daenerys geht, wonach beide miteinander schlafen. Auch sieht und hört Bran in der Vision, dass Jons wahrer Name Aegon Targaryen ist. Er ist, da seine Eltern verheiratet waren, damit der rechtmäßige Thronerbe. Bran und Samwell beschließen, es ihm bei seiner Rückkehr zu sagen. In Winterfell sagt Sansa zu Arya, dass Kleinfinger sie trotz allem geliebt habe, seine Hinrichtung aber richtig war. In Ostwacht an der See sehen Tormund und Beric beunruhigt, wie die Weißen Wanderer und die riesige Untotenarmee vor der Mauer auftauchen und Aufstellung nehmen. Dann taucht der Nachtkönig auf dem untoten Viserion auf und schmilzt mittels Drachenfeuer eine gigantische Bresche in die Mauer. Die Verteidiger fliehen in Panik und viele kommen beim Einsturz zu Tode. Der Nachtkönig fällt nun ungehindert mit seiner gewaltigen Streitmacht in den Norden ein. |           |                               |                         |                      |                                       |                |                             |                 |            |

## Hintergrund
Für die siebenteilige Staffel führten vier Personen Regie: Für jeweils zwei Episoden sind Mark Mylod, Matt Shakman und Jeremy Podeswa verantwortlich, wobei Podeswa sowohl für die Pilotfolge als auch für das Staffelfinale verantwortlich ist. Darüber hinaus saß Alan Taylor auf dem Regiestuhl. Bis auf Shakman hatten sämtliche Regisseure bereits in Episoden vorangegangener Staffeln diese Aufgabe. Als Executive Producer fungieren – wie bereits in den vorangegangenen Staffeln – David Benioff und D. B. Weiss. Die Musik stammt vom Komponisten Ramin Djawadi.
Da Martins Werk Das Lied von Eis und Feuer noch nicht vollständig veröffentlicht ist, hat die Staffel, wie bereits die vorangegangene Staffel 6, keine Literaturvorlage.
Die Folgen erschienen sonntags im Wochentakt zwischen dem 16. Juli und dem 27. August 2017 auf dem Sender HBO.
Die Dreharbeiten begannen Ende August 2016 in den Titanic Studios im nordirischen Belfast. Da in der Handlung der Staffel 7 Winter vorherrscht, wurden die Dreharbeiten zu einer späteren Jahreszeit als in den vorangegangenen Staffeln gestartet. Ferner wurde in Island und in Spanien gedreht. Die Dreharbeiten wurden im Februar 2017 beendet.

## Sonstiges
- In der Folge Drachenstein hat der britische Sänger Ed Sheeran einen Cameoauftritt als singender Lennister-Soldat am Lagerfeuer. Die relativ starke Hervorhebung des Sängers bei diesem Auftritt löste unter mehreren Serienfans und bei einigen Medienkommentatoren deutliche Kritik aus.[13] Sheeran wurde von den Produzenten der Serie als Überraschung für Maisie Williams (Arya Stark) in die Handlung integriert, da Williams großer Fan Sheerans ist.[14]
- In der Folge Kriegsbeute hat der US-amerikanische Major-League-Baseballspieler Noah Syndergaard in der Schlacht auf dem Goldweg einen Cameoauftritt als speerwerfender Lennister-Soldat.